# زاگرا
زاگرا (به لاتین: Xagħra) یک منطقهٔ مسکونی در مالت است. زاگرا ۷٫۶ کیلومتر مربع مساحت و ۴٬۸۸۶ نفر جمعیت دارد.